# Martinovkai lelet

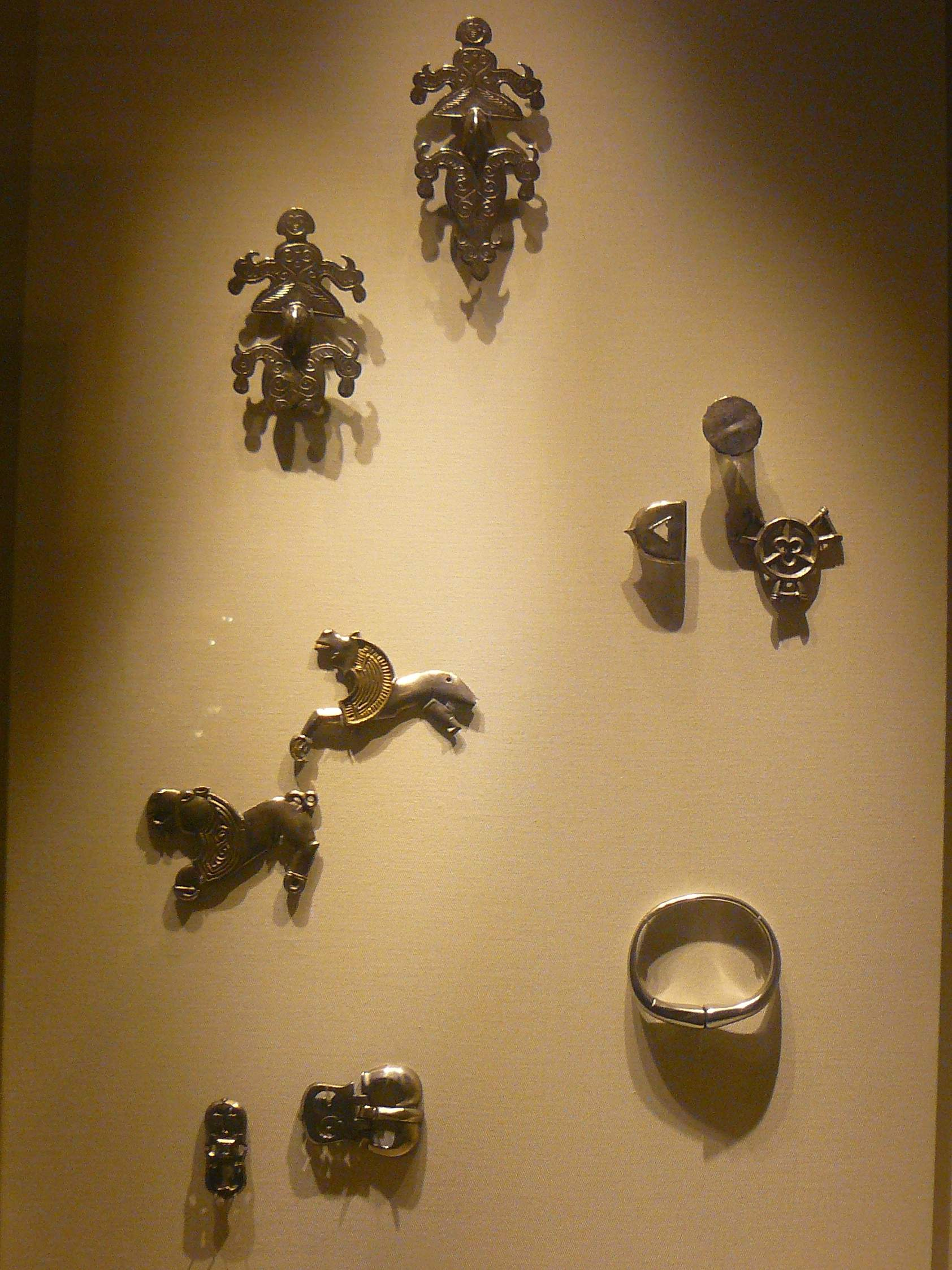
Néhány darabja a British Museumban

A Martinovkai lelet kincslelet, melyet 1909-ben találtak Ukrajna Cserkaszi területén, 10 km-re délnyugatra Kanyivtől, Martinyivka falu mellett. A kincslelet ezüst- és bronzdíszeket, veretek, fibulákat, karkötőket, pártákat, figurákat és edényeket tartalmazott. A 6. századra keltezik, főképp helyi termékeknek tartották bizánci és fekete-tengeri hatásokkal. Egyes elemeit, például az ujjas fibulákat és a stilizált maszkos emberi és állati figurákat Martinovka típusként jelölik, melyek a szlávok 6–7. századi expanziójával eljutottak a Balkánra is. 
Más kutatók megkérdőjelezik a lelet ilyen korai keltezését, ill. a Martinovka stílus eredetét Bizáncban keresik.
A kincs egyes darabjai a kijevi Történeti Múzeumba, valamint a londoni British Museum-ba kerültek. 115 darabról van tudomásunk, melyek közül több elpusztult. A megmaradt darabok tömege 3,3 kg. Az egész kincset egy ezüstedényben lelték, azonban a körülményekről részleteket nem tudni.
A kincs férfi és női elemeket is tartalmaz. Férfihez tartozónak vélik a kantár- és övvereteket, szíjvégeket, a kardot és a bizánci eredetű edényeket (kehely, tál, szószoscsésze és kanál). A stilizált ember- és állatalakok egy nyereg vagy pajzs veretei lehettek. Mindegyik darabot használták, sőt az egyiket javították is.
A kincset a Penkov’ka csoporttal hozták összefüggésbe, de eredete vitatott. Az 1930-as években Fettich Nándor is tanulmányozta a Kijevben lévő darabokat. 1994-ben Pekarskaja és Kidd dolgozták fel az új eredmények fényében.

## Martynovka-Čadjavica lelethorizont
Čađavicán (Horvátország, Szlavónia, Verőce-Drávamente megye) 1929-ben egy 6. vagy 7. század eleji gazdag sírleletet találtak. Az ellenőrző ásatást 1958-ban K. Vinski-Gasparini és S. Ercegović vezették. Az eredeti lelet ezüst ékszereket (nyakperec, karperec, fülbevalók), csatot, álfibulát, lemezkorongokat és övszíjvéget tartalmazott, melyet kerámiacserepekkel és aranylemezes vaskarddal egészítettek ki. A sírleletet a Martinovka kincslelettel hozzák összefüggésbe, ezért a Balkán övezetére gyakran alkalmazzák a ~ kifejezést.